# Фомальгаут
Фомальга́ут (альфа Южной Рыбы /α PsA) — самая яркая звезда в созвездии Южной Рыбы и одна из самых ярких звёзд на ночном небе. Название звезды означает «рот южной рыбы» в переводе с арабского فم الحوت fum al-ḥūt.

## Наблюдение

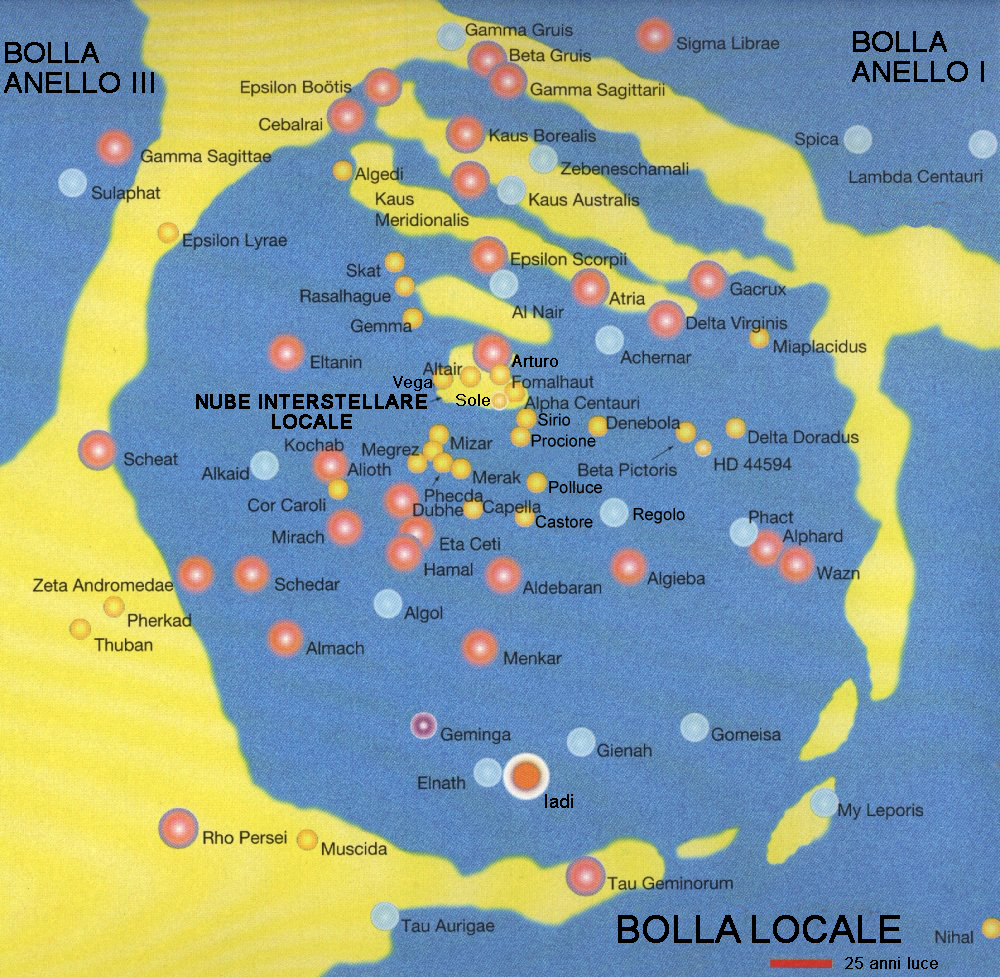
Структура Местного пузыря. Показано положение Фомальгаута, Солнца и других звёзд. Изображение ориентировано так, что звёзды, ближайшие к центру Галактики, находятся на его вершине

На севере России Фомальгаут не виден, начинает номинально восходить на широте 60° 23′ (то есть чуть севернее Санкт-Петербурга). В средней полосе России звезда восходит совсем низко над горизонтом (например, в Нижнем Новгороде всего на 4° 04′). Удовлетворительная видимость Фомальгаута — только южнее широты Саратова (51,5°).
Южнее широты −60° 23′ Фомальгаут является незаходящей звездой.
Звезду распознавали многие народы, населяющие северное полушарие, в том числе арабы, персы и китайцы. За всю историю Фомальгаут сменил множество названий. Впервые Фомальгаут был идентифицирован буквально в доисторический период — существуют археологические находки, доказывающие «участие» звезды в определённых ритуалах около 2500 г. до н. э., проводимых в Персии, где Фомальгауту отводилась роль одной из четырёх королевских звёзд. В средневековых ведьминских ритуалах (см. Stregheria) Фомальгаут считался «падшим ангелом» и «четвёртым стражем северных ворот». На 50-й параллели Фомальгаут восходит перед тем, как скрывается за горизонтом Антарес, а сам заходит при появлении Сириуса; на 55-й параллели заход Фомальгаута происходит почти одновременно с восходом Проциона.

## Характеристики
Это звезда главной последовательности спектрального класса А3, расположенная на расстоянии всего 25 световых лет (7,7 парсека) от Земли.
До 2000 года Фомальгаут и Ахернар (α Эридана) были двумя звёздами первой величины, находящимися на максимальном угловом расстоянии от любой другой звезды первой величины на небесной сфере. Антарес, звезда в созвездии Скорпион, теперь является наиболее удалённой на небесной сфере звездой первой величины.
Фомальгаут является относительно молодой звездой, её возраст составляет от 200 до 300 миллионов лет, предполагаемая продолжительность жизни на главной последовательности — миллиард лет. Температура на поверхности звезды — около 8500 Кельвин. Фомальгаут в 2,3 раза тяжелее Солнца, светимость больше в 16 раз, а радиус — в 1,85 раза.

## Звёздные компаньоны
Согласно последним работам астрономов выяснилось, что Фомальгаут входит в состав широкой тройной звёздной системы. Сначала было выявлено, что компаньоном главной звезды Фомальгаут A является оранжевый карлик TW Южной Рыбы (Фомальгаут B), отстоящий на 0,9 светового года от него. Третья звезда в системе — красный карлик LP 876-10 (Фомальгаут C). Он отстоит от Фомальгаут A на 2,5 светового года и имеет собственный кометный пояс.

## Протопланетный диск
Фомальгаут окружён диском космической пыли тороидальной формы с хорошо различимой внутренней границей на радиальном расстоянии 133 а. е., наклонённом под углом в 24 градуса. Эта космическая пыль расположена как пояс и имеет ширину 25 а. е. Геометрический центр этого пылевого пояса располагается на расстоянии приблизительно в 15 а. е. от самого Фомальгаута. Этот пылевой диск также иногда называют «Поясом Койпера Фомальгаута». Диск вокруг Фомальгаута принято считать протопланетным, испускающим инфракрасное излучение.
Согласно расчётам, пылевой диск должен быть гораздо больше из-за солнечного ветра Фомальгаута, который отталкивает частицы диска наружу. В настоящее время на основании данных обсерватории Гершель принята гипотеза, что диск имеет такие небольшие размеры по той причине, что он постоянно обновляется осколками от очень частых, до тысяч в сутки, столкновений ледяных комет с более крупными телами на орбите звезды. Такое количество соударений требует наличия в кометном поясе от 1011 до 1014 комет, что аналогично тому, какое их количество предполагается для Облака Оорта в нашей Солнечной системе.

## Планетная система
Орбита планеты, называемой Дагон (Фомальгаут b), была вычислена при анализе распределения космической пыли вокруг Фомальгаута в 1998 году. 13 ноября 2008 года NASA опубликовала пресс-релиз, в котором сообщила, что в результате сравнения снимков, сделанных в 2004 и 2006 годах, было визуально доказано наличие планеты, обращающейся вокруг звезды. Масса этой планеты составляет около 3 масс Юпитера, однако со временем она может стать более тяжёлой, вобрав вещество из диска. Позже существование планеты было поставлено под сомнение. В 2011 и 2012 году астрофизики из Флоридского университета (США) и учёные проекта Atacama Large Millimeter Array доказали существование Дагона и предположили существование у Фомальгаута ещё как минимум двух планет: Фомальгаут c и Фомальгаут d. Масса обеих планет лежит в интервале от массы Марса до нескольких масс Земли. В 2020 году было объявлено, что открытие планеты Дагон скорее всего является наблюдательной ошибкой — за планету приняли облако пыли от столкновения двух астероидов или планетезималей.
| Название (по порядку от звезды) | Масса  | Радиус | Большая полуось, а. e. | Период обращения, дни | Эксцентриситет |
| ------------------------------- | ------ | ------ | ---------------------- | --------------------- | -------------- |
| Дагон (сомнительно)             | ≤ 1 MJ | —      | 177                    | —                     | —              |
| Фомальгаут c (теория)           | —      | —      | —                      | —                     | —              |

## Движение в пространстве
Исследуя другие звёзды, похожие по возрасту и свойствам, а также движущиеся сходным с ним образом, астрономы составили движущуюся группу звёзд Кастора, в которую входит и Фомальгаут.
Тусклая вспыхивающая звезда TW Южной Рыбы расположена на расстоянии всего лишь одного светового года от Фомальгаута. Эти две звезды совершают общее пространственное перемещение по небу. Считается, что они — звёзды-компаньоны и могли произойти из одного звёздного скопления.

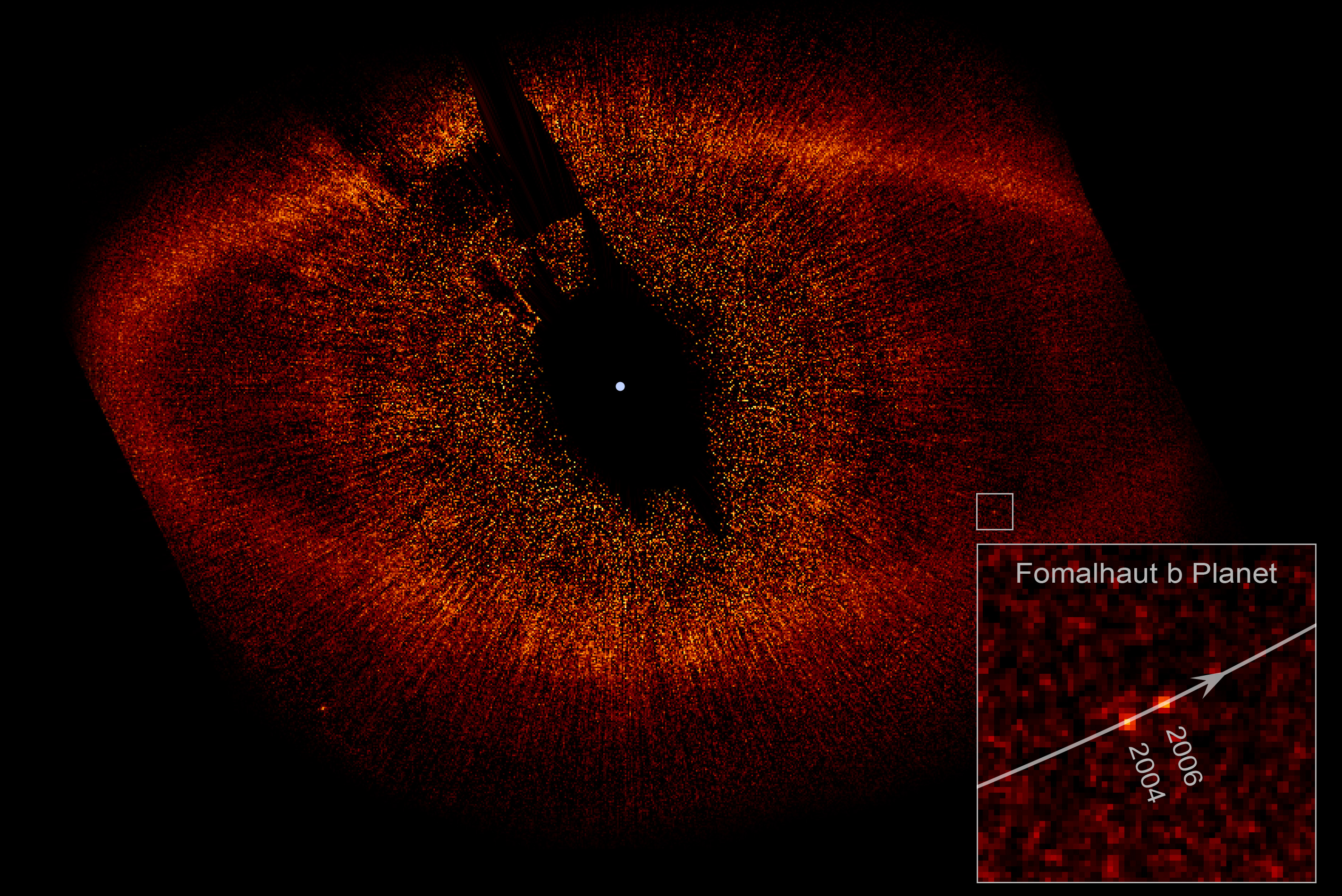
Фотография системы Фомальгаута с протопланетным диском и планетой b. Снимок сделан коронографом телескопа Хаббл (NASA)

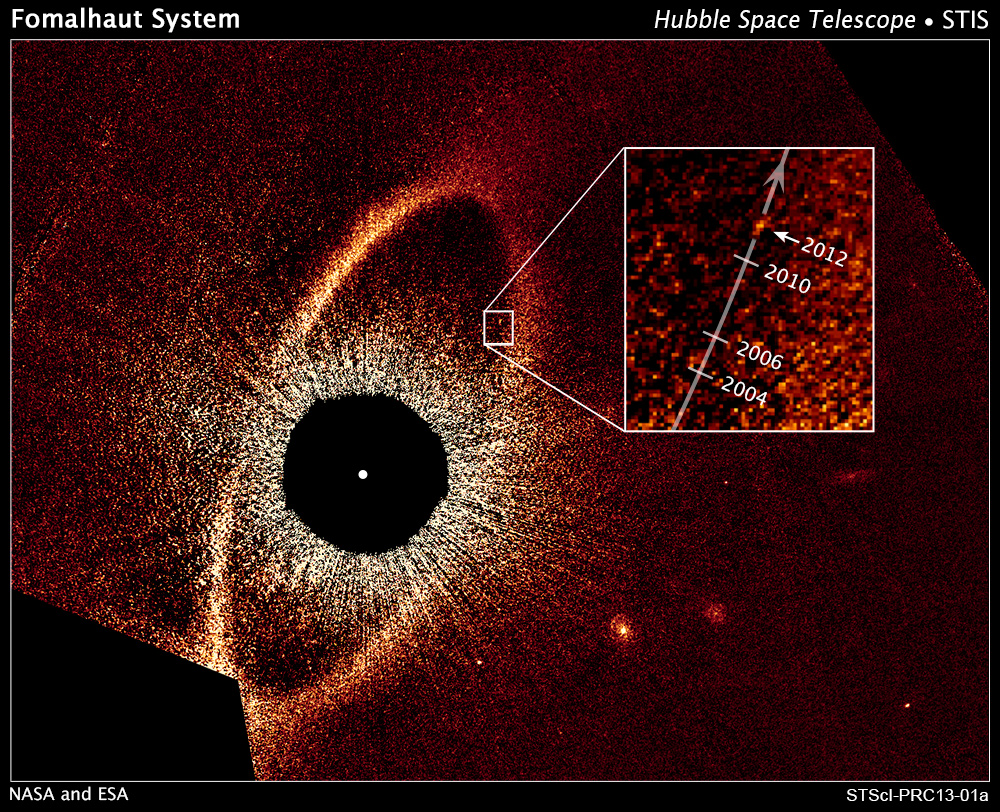
Фомальгаут и Фомальгаут b в 2012 году (изображение спектрального космического телескопа STIS)

## В культуре
- В романе Эдмонда Гамильтона «Звёздные короли» (1949) Фомальгаут — родина звёздной принцессы Лианны, спутницы главного героя. В последующем продолжении «Возвращение к звёздам» (1970) дело происходит на планете системы Фомальгаута
- В романе Ивана Ефремова «Туманность Андромеды» (1957) Фомальгаут упомянут как южный полюс нашей Галактики.
- В романе Станислава Лема «Возвращение со звёзд» (1961) главный герой Гэл Брегг возвращается на Землю через 127 лет из космической экспедиции на Фомальгаут.
- Планета у Фомальгаута — место действия рассказа «Ожерелье» (1964) и романа «Планета Роканнона» (1966) Урсулы ле Гуин.
- Фомальгаут занимает значимое место во вселенной Мифов Ктулху.[уточнить]
- Упоминается в романе «Дети Дюны» Фрэнка Герберта как южная полярная звезда Арракиса (под названием Фоум аль-Хоут).
- В дилогии «Джамп» («Звёзды — холодные игрушки» и «Звёздная тень») Сергея Лукьяненко звёздная система Фомальгаут является родным миром для инопланетян Алари, похожих на мышей. Родная планета, по книге, сплошь покрыта холмистыми равнинами, испещрёнными глубокими норами.